# 스탐피딘
스탐피딘은 항-HIV 활성을 가진 실험 뉴클레오사이드 역전사효소 억제제(NRTI)이다.
스타부딘(d4T, 브랜드명 Zerit)의 파생 물질로 스타부딘의 인산화가 스타부딘 모노인산으로의 인산화 속도 제한 단계에 의존하지 않도록 설계되었다. 이것은 이용 가능한 티미딘 인산화효소의 공급에 의해 통제되며, 스타부딘은 티미딘 인산화효소 결핍 상태에서는 인산화되지 않는다.

## 임상전 약리학
스탐피딘 특성:
- 재조합형 HIV 클론뿐만 아니라 스타부딘, 아데포비르, 테노포비르에 대한 내성을 갖고 있으며 남아메리카, 아시아, 사하라 아프리카로부터 유래된, 유전자형 및 표현형상 NRTI 내성이 있는 1차 임상 HIV 분리주, 비뉴클레오시드 역전사 효소 저해제(NNRTI)에  내성이 있는 HIV-1 분리주, 임상적으로 비-B형 HIV-1 분리주(아형 A, C, F, 및 G 아형)들은 TAMs+M184V, 다중 TAM+T69 삽입, Q151 복합체와 같이 NRTI 내성을 담당하는 공통 패턴의 RT 돌연변이를 포함한다.

- 생쥐(mouse), 쥐(rat), 개 및 고양이에게 유리한 안전 프로파일을 갖고 있다.

- Hu-PBL-SCID 생쥐에서 예상되는 생체 내 항레트로바이러스 활성과 FIV 감염 가정용 고양이에서 치료용 항레트로바이러스가 활성을 가진다.

스탐피딘은 특이한 방법으로 숙주 전사체를 유전적으로 조절한다. 전사 인자와 신호 전달 분자를 코드하는 서로 다른 유전자 세트의 발현을 억제하여 HIV 감염으로 인한 주요 세포의 전사과정 파괴를 막는다.
마우스, 쥐(rat), 고양이, 개의 비독성 용량 수준보다 4-log 낮은 나노몰랄 농도에서, 스탐피딘은 T세포에서 HIV 복제에 필요한 몇 가지 HDF 유전자를 차단한다.
특히, 스탐피딘은 사용된 HIV 분리주의 NRTI 감도 또는 RT 돌연변이와 상관없이 나노몰농도 수준의 IC50 농도에서 숙주의 전사체에 대한 HIV 노출의 영향을 역전시켰고, 인간 말초 세포에서 NRTI 저항성을 담당하는 RT 돌연변이의 공통 패턴을 포함하는 재조합형 HIV 클론을 포함한 17개의 NRTI 내성 HIV-1 균주의 복제를 억제했다.
HIV의 생활사 중 특정 단계를 방해하는 다른 항레트로바이러스제와 달리, 스탐피딘은 HIV의 생활사의 모든 단계를 폐기할 수 있는 잠재력을 가지고 있다.